# 台灣動畫歌曲CD發行史

## 盜版時期
動畫音樂CD在台灣出現的緣起為1980年代末期笙美貿易有限公司（Sonmay Records Ltd.）以宮崎駿音樂CD為開始而展開的一連串CD出版風，這些出版的方式皆為盜版，但也由於盜版而使當時相對冷門的日本ACG音樂更容易讓一般大眾接觸與欣賞。笙美製作CD的方式即為購買日本原版CD後壓製CD而成，內附的CD書則只是製作封面與封底，售價在新台幣90至150元間波動，消費者需求只在閱聽而不在意歌詞本的好壞。
1980年代的台灣對於CD的需求有限，因此笙美也製作卡式錄音帶讓市場更容易接受。因著笙美的成功，新興唱片有限公司、旭聲文化事業有限公司、朝陽有聲出版社等唱片公司陸續跟進，出版一連串的ACG未授權CD、錄音帶於市面上出現。因著競爭，笙美將歌詞本開始進行原版複製，進而提高區隔度，因此價格上雖與其他唱片公司出版的CD相比仍高，市佔率仍居領先。1995年之後陸續出現禾臣影視有限公司（Ho Son Video-Record Co., Ltd.）、爾階影視文化事業有限公司（Archer Records Co., Ltd.）等唱片公司進入市場，也開始模仿笙美模式製作CD與CD書，其中以1997年出現的長榮國際唱片有限公司（Everanime）最終成為與笙美並座未授權ACG音樂CD的雙強。
長榮早期製作CD的方式與早期的笙美製作一樣，1998年出版奧井雅美專輯《Ma-king》開始，全面實行複製原版CD以及同步發行日本的ACG音樂CD。因著長榮的轉型，笙美CD的售價開始滑落，也組成子公司圓頂，低價（新台幣75至90元）發行笙美已發行過的CD（內附的歌詞本未完整複製）因應市場上的競爭。

## 代理時期
臺灣自1990年代起，唱片公司開始代理發行ACG音樂CD，為的就是消弭盜版、維護著作權與保障消費者權益。笙美代理了兩片ACG音樂CD（詳見下表），爾階則有代理羚邦國際發行的《機械女神Z》與《封神演義》動畫版。
台灣正版授權的日本ACG音樂以宮崎駿為大宗，然而價格始終無法與盜版CD相比。各大唱片公司都有進入ACG市場的動作，惟因市場體質不佳而進出市場多次。2002年1月1日臺澎金馬個別關稅領域加入世界貿易組織(WTO)，經過兩年緩衝期，2004年7月正式實行不得販售未經授權或無公共版權之著作物（中華民國法律《著作權法》第106條之二第三項），也讓盜版唱片公司之產品於2004年陸續移往中國大陸、香港、東南亞，甚或仍在台灣生產；這使正版授權代理出現一線生機，但依然有零星的盜版商品（與正版商品不重複）於漫畫便利屋販售。

## 原創
由於缺乏自製動畫，目前也沒有相關任何資料